# Tauopati
Tauopati tilhører en klasse af neurodegenerative sygdomme associeret med den patologiske aggregering af tau-protein i neurofibrillære elle gliofibrillære knuder i den menneskelige hjerne. Knuderne dannes af hyperfosforylering af et mikrotubuli-associeret protein kendt som tau, hvilket får det til at aggregerer i en uopløselig form. (Disse aggregationer af hyperfosforyleret tau-protein kaldes også paired heliske filamenter). Den præcise mekanisme hvorved knuderne formes kendes ikke præcist, og det er stadig kontroversielt om knuderne er primære kausale faktor i sygdommen eller spiller en mere perifer rolle. Primære tauopatier, altså lidelser hvor neurofibrillære knuder (NFT) primært observeres, inkluderer:
- Primær aldersrelateret tauopati (PART)/Neurofibrillære knude-primært senil demens, med NFT'er lignende AD, men uden plakker.[2]

- Kronisk traumatisk encefalopati,[5] herunder dementia pugilistica[6]
- Progressiv supranuklear parese[7]
- Cortikobasal degeneration
- Frontotemporal dementia og parkinsonism forbundet til chromosom 17[8]
- Lytico-Bodig syge[9]
- Ganglioglioma og gangliocytoma[10]
- Meningioangiomatosis[11]
- Postencefalitisk parkinsonisme
- Subakut skleroserende panencefalit[12]
- Såvel som bly encefalopati, tuberøs sklerose, Hallervorden-Spatz syge, and lipofuscinose[13]